# Международный совет по сохранению памятников и достопримечательных мест
Междунаро́дный сове́т по сохране́нию па́мятников и достопримеча́тельных мест (ИКОМОС) (англ. International Council on Monuments and Sites, фр. Conseil international des monuments et des sites) — международная организация, деятельность которой посвящена сохранению и охране культурно-исторических мест по всему миру. ИКОМОС основан в 1965 году после принятия Венецианской хартии 1964 года. Совет осуществляет оценку объектов, предлагаемых к включению в Список всемирного наследия ООН.
Предшественником ИКОМОС была Афинская конференция по вопросам реставрации памятников культуры 1931 года, созванная Международным советом по музеям. Афинская хартия 1931 года впервые ввела в употребление термин «всемирное наследие». Второй Конгресс архитекторов и специалистов по охране исторических памятников 1964 года, прошедший в Венеции, принял 13 резолюций. В рамках первой резолюции, известной как Венецианская хартия, была ратифицирована Международная хартия по вопросам сохранения и реставрации памятников и исторических мест, в рамках второй резолюции, выдвинутой ЮНЕСКО, — создана сама организация ИКОМОС, главной задачей которой стало осуществление доктрин Венецианской хартии.
На сегодняшний момент ИКОМОС насчитывает более 9500 членов из 110 стран. Профессионалы в области сохранения памятников участвуют в деятельности ИКОМОС через свои Национальные комитеты. Каждый член Совета, за редким исключением, имеет квалификацию в области сохранения культурного наследия: архитектуре, ландшафтном дизайне, археологии, градостроительстве, инженерии, администрировании культурного наследия, искусствоведения, архивов и др. Штаб-квартира Совета находится в Париже. Штаб-квартира представительства Международной организации в Великобритании — в Лондоне. В Австралии общественное объединение ИКОМОС было создано в 1976 году.

## Национальные комитеты
Национальные комитеты — это сеть представительских организаций ИКОМОС, созданных в странах-членах ЮНЕСКО. Они объединяют в себе целые организации и отдельные лица для сбора, оценки и распространения информации по принципам консервации, методики и политики. Сейчас существует более 110 Национальных комитетов. Каждый Национальный комитет имеет право разрабатывать собственную программу и правила принятия нового члена, но все происходит в соответствии с духом устава Международной организации ИКОМОС.
Национальные комитеты ИКОМОС созданы в следующих странах:
- Австралия
- Австрия
- Азербайджан
- Албания
- Алжир
- Андорра
- Ангола
- Аргентина
- Армения
- Бангладеш
- Беларусь
- Бельгия
- Бенин
- Болгария
- Боливия
- Бразилия
- Буркина-Фасо
- Венгрия
- Венесуэла
- Габон
- Гаити
- Гана
- Гватемала
- Гвинея
- Германия
- Греция
- Гондурас
- Грузия
- Дания
- Демократическая Республика Конго
- Доминиканская Республика
- Египет
- Замбия
- Зимбабве
- Израиль
- Индия
- Индонезия
- Иордания
- Иран
- Ирландия
- Исландия
- Испания
- Италия
- Казахстан
- Камбоджа
- Камерун
- Канада
- Кения
- Китай
- Кипр
- Колумбия
- Корейская Народно-Демократическая Республика
- Республика Корея
- Коста-Рика
- Кот-д’Ивуар
- Куба
- Кыргызстан
- Латвия
- Ливан
- Литва
- Люксембург
- Маврикий
- Мавритания
- Мадагаскар
- Македония (бывшая Югославская республика)
- Малави
- Мали
- Мальта
- Марокко
- Мексика
- Молдавия
- Намибия
- Непал
- Нигерия
- Нидерланды
- Никарагуа
- Новая Зеландия
- Норвегия
- Объединенное Королевство Великобритании
- Пакистан
- Палестина (наблюдатель)
- Панама
- Парагвай
- Перу
- Польша
- Португалия
- Россия
- Румыния
- Сальвадор
- Саудовская Аравия
- Свазиленд
- Сенегал
- Сербия и Черногория
- Словакия
- Словения
- Соединённые Штаты Америки
- Суринам
- Таджикистан
- Таиланд
- Танзания
- Того
- Тунис
- Турция
- Уганда
- Украина
- Уругвай
- Филиппины
- Финляндия
- Франция
- Хорватия
- Чешская республика
- Чили
- Швейцария
- Швеция
- Шри-Ланка
- Эквадор
- Эстония
- Эфиопия
- Южно-Африканская Республика
- Ямайка
- Япония